# Admiral's Cup
Admiral's Cup instiftades 1957 av Royal Ocean Racing Club och var den första tävlingen med en serie av inom- och utomskärsseglingar för nationslag om tre båtar mellan 9,1 och 18,2 m LWL. Pokalen tävlas om vartannat udda år. Seglingar ingående i Admiral's Cup är Fastnet Race, Channel Race, Britannia Cup och New York Yacht Club Cup. 1981 inrättades en ny typ av pris för nationslag mellan 30 och 40 fot IOR.